# Paston Coke
Paston Coke (* 23. August 1971) ist ein ehemaliger jamaikanischer Sprinter, der sich auf den 400-Meter-Lauf spezialisiert hatte.
1999 gewann er bei der Sommer-Universiade in Palma de Mallorca Silber. Bei den Leichtathletik-Weltmeisterschaften in Sevilla wurde er im Vorlauf der 4-mal-400-Meter-Staffel eingesetzt und trug so zum Gewinn der Silbermedaille für das jamaikanische Team bei.

## Bestzeiten
- 400 m: 45,15 s, 12. Juli 1999, Palma
  - Halle: 47,18 s, 11. März 2000, Boston